# Rosso di Marte
Il rosso di Marte è un pigmento inorganico ottenuto per parziale calcinazione del giallo di Marte di formula FeO3*nH2O+Al2O3
Il colore ha una stabilità alla luce, alla temperatura e all'umidità. Il colore, inoltre, è coprente e opaco.
Il codice identificativo del colore è PR101:1.
Il colore viene usato in pittura.
Il colore non è da confondere col colore caratteristico dell'omonimo pianeta, quest'ultimo colore ha infatti una composizione diversa.